# Brigida di Svezia
Santa Brigida di Svezia, al secolo Birgitta Birgersdotter (Finsta, 1303 – Roma, 23 luglio 1373), è stata una religiosa e mistica svedese, fondatrice dell'Ordine del Santissimo Salvatore; fu proclamata santa da Bonifacio IX il 7 ottobre 1391.
Patrona di Svezia dal 1º ottobre 1891 per volere di papa Leone XIII, il 1º ottobre 1999 papa Giovanni Paolo II l'ha proclamata compatrona d'Europa insieme a santa Caterina da Siena e santa Teresa Benedetta della Croce, affiancandole a san Benedetto da Norcia e ai santi Cirillo e Metodio.

## Biografia

### La gioventù e la vita coniugale
Brigida nacque a Finsta, una cittadina svedese della regione dell'Uppland, da una famiglia aristocratica. La prima parte della sua vita fu quella di una laica felicemente sposata con Ulf Gudmarsson, Lagman a Närke. Dal suo matrimonio nacquero otto figli, la secondogenita fu Caterina, che, come lei, sarebbe stata canonizzata. Rimase vedova nel 1344.
Nonostante il benessere del suo ceto sociale, Brigida, insieme al marito, il nobile Ulf Gudmarsson, studiò la Sacra Scrittura, fondò un piccolo ospedale e assistette i poveri. Sia lei che il marito divennero terziari francescani. Fu molto apprezzata anche per le doti pedagogiche, tanto che venne richiesto il suo servizio alla corte di Stoccolma: questo primo periodo della vita di Brigida si concluse con il pellegrinaggio a Santiago di Compostela.

### La vita a Roma
Dopo la morte del marito, Brigida sentì la necessità di spostarsi dal suo paese natale per iniziare nuove missioni: lasciata la Svezia nel 1349, si stabilì a Roma assieme alla figlia Caterina. Nella città Brigida si dedicò alla cura dei meno abbienti e cercò di far ritornare Papa Urbano V da Avignone.

### I pellegrinaggi
Visitò molti luoghi italiani, soprattutto dove si trovavano reliquie di santi, come Milano, Pavia, Assisi, Bari, Ortona, Benevento, Arielli, Pozzuoli, Napoli, Montefalco, Salerno, Amalfi, il santuario della Madonna Incoronata di Foggia e il santuario di San Michele Arcangelo sul Gargano. Nel 1350 fu presente a Roma per il secondo giubileo e denunciò aspramente le condizioni in cui versava la città in seguito a un terremoto avvenuto mesi prima. Infatti papa Clemente VI, che risiedeva ad Avignone per sfuggire alle guerre intestine in Italia, non ebbe modo di restaurare le varie chiese distrutte.
L'ultimo pellegrinaggio la portò in Terra santa tra il 1371 e il 1372, permettendole di recarsi negli stessi luoghi in cui predicò Gesù.

### La morte
A Gerusalemme si ammalò, aggravandosi successivamente; tornata a Roma, morì il 23 luglio 1373, assistita dalla figlia Caterina alla quale aveva affidato l'Ordine del Santissimo Salvatore. Fu sepolta inizialmente nella chiesa di San Lorenzo in Damaso, per essere poi trasferita nel monastero svedese di Vadstena, mentre alcune reliquie sono conservate a Roma, nelle chiese di San Lorenzo in Panisperna e di San Martino ai Monti.

## Le rivelazioni
Brigida scrive di avere vissuto una straordinaria esperienza mistica, ricca di rivelazioni ricevute da Gesù, dalla Vergine Maria e da alcuni santi. Tali rivelazioni furono dettate ai suoi padri spirituali e raccolte in seguito in otto volumi. Oggetto delle rivelazioni sarebbero anche i disegni di Dio sugli avvenimenti storici, i destinatari furono sia principi che pontefici. In esse non mancano dure ammonizioni in tema di riforma morale del popolo cristiano.
In proposito Giovanni Paolo II ha scritto: «…riconoscendo la santità di Brigida, la Chiesa, pur senza pronunciarsi sulle singole rivelazioni, ha accolto l'autenticità complessiva della sua esperienza interiore».

## Le preghiere

### Le orazioni di santa Brigida
Nei suoi scritti Brigida narra che, desiderando conoscere il numero esatto di colpi ricevuti da Gesù durante la sua Passione, Gesù stesso le aveva rivelato di aver ricevuto 5480 colpi e che, se si fosse voluto onorarli, si sarebbero dovuti recitare quindici orazioni per un anno, insieme ad altre preghiere. Brigida aggiunge che Gesù aveva fatto diverse promesse per chi avesse recitato le orazioni menzionate. A conclusione di ognuna delle quindici orazioni si dicono un Pater, Ave.
Il libro ha il titolo originale in latino: Oratorium divae Birgittae in Finstad. Ipse locus precum D: Birgittae prout typis delineatus extat in libris revelationum. Nel XX secolo, ottenne tre imprimatur: 24 aprile 1903 - P.I. Girard Vic. Gen.; Hydrunti, 7 gennaio 1918 - L. Muscari, Vic. Gen. Nida; 23 settembre 1940 - V. Germond, Vic. Gen.
Secondo la tradizione e gli scritti della santa, Brigida ebbe una visione davanti ad un'immagine di Gesù crocifisso, che fece a Brigida ventuno promesse a condizione che recitasse le 15 orazioni tutti i giorni per un anno intero. Le stesse ventuno promesse erano valide per chiunque altro avesse recitato il rosario brigidino devotamente tutti i giorni per un anno, meditando i misteri della Passione:

- Libererò 15 anime della sua parentela, dal Purgatorio

- 15 giusti della sua stessa parentela saranno confermati e conservati in grazia

- e 15 peccatori della stessa stirpe si convertiranno.

- La persona che pregherà queste Orazioni raggiungerà il primo grado di perfezione.

- 15 giorni prima della sua morte, riceverà il mio prezioso Corpo in modo che sarà liberata dalla fame eterna, e le darò il mio prezioso Sangue da bere perché non abbia sete eternamente.

- 15 giorni prima di morire, avrà una perfetta conoscenza di tutti i suoi peccati e ne proverà un pentimento profondo.

- Metterò il segno della mia Croce vittoriosa davanti a lei per soccorrerla e difenderla contro gli attacchi dei suoi nemici.

- Prima della sua morte, io verrò con la mia amatissima e cara Madre.

- Riceverò benignamente la sua anima e la condurrò alle gioie eterne.

- Conducendola fino a là, le darò con singolare tratto di bere dalla fonte della mia Deità, cosa che non farò a quelli che non avranno recitato queste Orazioni.

- Perdonerò tutti i peccati a chiunque sia vissuto per 30 anni in peccato mortale se dirà devotamente queste Orazioni.

- La difenderò dalle tentazioni.

- Le conserverò i suoi 5 sensi.

- La preserverò dalla morte improvvisa.

- Salverò la sua anima dalle pene eterne.

- Se avesse vissuto sempre secondo la sua volontà e avesse dovuto morire domani, la sua vita si prolungherà.

- La persona che reciterà queste Orazioni, otterrà tutto quello che domanderà a Dio e alla santa Vergine Maria.

- Tutte le volte che reciterà queste Orazioni otterrà 100 giorni di indulgenza [l'indulgenza parziale].

- Sarà sicura di essere aggiunta al coro degli Angeli.

- Chi insegnerà queste Orazioni ad un altro, avrà gioia e merito senza fine, che saranno stabili sulla Terra e dureranno eternamente.

- Dove sono e saranno dette queste Orazioni, Dio è presente con la sua grazia.

[Nota: le 21 promesse sono tratte direttamente dagli scritti di santa Brigida di Svezia].

Al termine di ogni Orazione si recita un Pater, Ave. Le quindici orazioni di santa Brigida sono state approvate da papa Pio IX nel 1862, pochi anni dopo la proclamazione del dogma dell'Immacolata Concezione.

### Il rosario brigidino
Nel rosario brigidino si usa una particolare corona che viene chiamata appunto brigidina, perché la santa ne ebbe l'ispirazione e ne fu divulgatrice, ottenendo l'approvazione del papa Urbano V. Questo rosario viene recitato in onore di Maria Vergine e in memoria dei sessantatré anni che Maria avrebbe vissuto sulla Terra. La corona di questo rosario è diversa da quella del rosario normale: su ogni grano color oro si recita il Credo, su quelli argento il Padre Nostro e su quelli azzurri le Ave Maria. Il Padre Nostro e il Credo (degli apostoli) sono recitati alla fine di ciascuna decina. Alla fine della sesta e ultima decina, sui grani che collegano la corona al crocifisso, si recitano: sul grano color argento il Padre Nostro, su quelli azzurri le Ave Maria. I Misteri da meditare, sono: Gaudiosi, Dolorosi e Gloriosi. Soltanto che nel Rosario tradizionale (quello di San Domenico di Guzman) le poste sono 5 per ogni mistero, mentre nel Rosario Brigidino, le poste sono 6.
Misteri Gaudiosi:
1. l'Immacolata Concezione di Maria.
2. l'Annunciazione dell'Arcangelo Gabriele a Maria.
3. La visita di Maria Santissima a santa Elisabetta.
4. La nascita di Gesù bambino a Betlemme
5. La presentazione di Gesù bambino al Tempio.
6. Il ritrovamento di Gesù tra i Dottori del Tempio.

Misteri Dolorosi:
1. L'Agonia di Gesù nell'orto degli ulivi.
2. La flagellazione di Gesù alla colonna.
3. La coronazione di spine di Gesù.
4. Il viaggio di Gesù al Calvario sotto il pesante legno della Croce.
5. La crocefissione di Gesù.
6. Gesù morto tra le braccia di Maria.

Misteri Gloriosi:
1. La resurrezione di Gesù.
2. l'Ascensione di Gesù al Cielo.
3. La discesa dello Spirito Santo su Maria e gli Apostoli, riuniti nel cenacolo.
4. L'Assunzione di Maria al Cielo.
5. L'Incoronazione di Maria, regina del Cielo e della Terra.
6. La Protezione di Maria.

La statua di Maria presso la Grotta di Lourdes tiene in mano un rosario brigidino.
Diverse indulgenze inizialmente concesse soltanto per il Rosario di Santa Brigida, furono poi estese dai Pontefici al rosario mariano. 

### Le orazioni del Preziosissimo Sangue
Brigida narra che, dopo che il Signore le ebbe rivelato di aver ricevuto 5480 colpi, le aveva rivelato, in un'altra apparizione, di aver versato più di trentamila gocce di sangue, insegnandole quindi altre 7 orazioni, che vanno recitate per 12 anni, con 7 Padre Nostro e 7 Ave Maria. Anche in questo caso Gesù avrebbe comunicato delle promesse.
Le promesse sono cinque:
1. L'anima che le recita non andrà in purgatorio.
2. L'anima che le recita sarà accettata tra i martiri come se avesse versato il suo sangue per la fede.
3. L'anima che le recita può scegliere altre tre persone che Gesù manterrà in uno stato di grazia sufficiente per diventare sante.
4. Nessuno delle quattro generazioni successive all'anima che le recita si dannerà.
5. L'anima che le recita sarà resa edotta della propria morte un mese prima.

### Approvazioni delle Orazioni di Santa Brigida
Queste orazioni sono state approvate da molti religiosi, fra i quali il cardinale Giraud di Cambrai nel 1845 e monsignor Florian, Arcivescovo di Tolosa, nel 1863. La collezione dei libri dove si trovano queste orazioni fu benedetta dal papa Pio IX il 21 maggio 1862.

### Validità delle promesse
Nel 1954 il S. Uffizio parlò contro un libretto che riportava le promesse legate alle 15 Orazioni,
"della cui origine soprannaturale in nessun modo consta"
Quanto alla liberazione delle anime dal Purgatorio la Chiesa non si è mai pronunciata. Non si entra però in Paradiso semplicemente facendo un certo numero di preghiere.

Il Viatico amministrato ai morenti di fede cattolica si fonda appunto sulla verità di fede per la quale è sempre possibile un pentimento e una contrizione delle proprie colpe, sanabile con una preghiera e un breve rito allorché lo stato di salute e l'aspettativa di vita dei singoli non rendano possibile una situazione migliore.
Il magistero immutabile della Chiesa Cattolica definisce "Santa Messa di suffragio" una funzione religiosa specifica, richiesta dai fedeli per una o più anime dei defunti già salvate in Purgatorio, che celebrata dal sacerdote un numero di volte prestabilito, rende con certezza più breve e meno intenso il periodo di dolore in attesa dell'ammissione in Paradiso: indulgenza plenaria o parziale. Le anime con certezza dannate all'Inferno, perché colpevoli di peccati mortali non rimessi prima di morire, sono escluse da questo beneficio.

### Approvazioni
L'approvazione di pontefici e cardinali riguarda le 15 orazioni annuali, e le preghiere da recitarsi per dodici anni:
I libri contenuti queste Orazioni e le promesse sono stati approvati da un gran numero di prelati, fra i quali il cardinale Giraud di Cambrai nel 1845, e da Monsignor Florian Arcivescovo di Tolosa nel 1863.

La collezione di questi piccoli libri ove si trovano queste Orazioni fu benedetta da papa Pio IX il 21 maggio 1862, che poi le approvò il 31 maggio 1862
Infine, questa collezione è stata di nuovo dichiarata Benedetta e specialmente raccomandata dal Congresso di Malines, il 22 agosto 1863..

Coloro che visitano la Basilica di San Paolo fuori le mura a Roma, possono vedere il crocifisso a grandezza naturale, scolpito da Pietro Cavallini, davanti al quale si trova oggi la statua che raffigura la santa mentre, in ginocchio, riceveva da questa sacra immagine le rivelazioni, e l'iscrizione che esiste nello stesso luogo: "Pendentis, pendente Dei verba accepit aure accipit at verbum corde Brigitta Deum. Anno jubilaei MCCCL", che ricorda il prodigio del crocifisso che parlava a Brigida»
( Le preghiere di Santa Brigida, Conegliano (TV), Editrice Ancella, settembre 2013,  p. 31, ISBN 978-88-88609-92-8.)
Il crocifisso è custodito nella cappella del Santissimo Sacramento.

## Cultura di massa
L'esclamazione "Santa Brigida!" è entrata a far parte del patrimonio folkloristico italiano, in particolare del Sud Italia, come rilevato dall'antropologo Ernesto de Martino nel suo saggio Furore Simbolo Valore, che dà il titolo all'omonima raccolta di articoli. L'interpretazione del De Martino riguarda l'uso che la cultura contadina fa dell'espressione "Santa Brigida!": «I pastori della Daunia, in particolare, sono soliti ricorrere all'espressione che ricorda la Santa per sottolineare una grande fatica che ha visto protagonista un'altra persona e che gli viene narrata, forse in riferimento ai pellegrinaggi e alle opere svolte da Brigida di Svezia mentre era ancora in vita. Un mito tramandato nei secoli attraverso la narrazione dei prelati, che raccontavano al popolo le vite dei santi sotto forma di figurine esemplari».
Un classico esempio dell'uso dell'interiezione può essere il dialogo citato da Carmelo Bene in Hamlet Suite:
- Contadino: E poi che della povera figlia tre caprette si portate! A sula, sulle spalle!
- Hamlet: Santa Brigida!»

L'espressione Santa Brigida! è spesso ripetuta da Emily, comprimaria nel fumetto Julia - Le avventure di una criminologa.